# Yoav Galant
Yoav Galant (en hebreo: יואב גלנט; Jaffa, 8 de noviembre de 1958) es un político israelí, y ex oficial militar que se desempeñó como ministro de Defensa entre 2022 y 2024. El 5 de noviembre de 2024, el primer ministro Benjamín Netanyahu anunció el despido de Galant y su sustitución por el ministro de Asuntos Exteriores, Israel Katz.
Gallant es un ex oficial del Comando Sur de las Fuerzas de Defensa de Israel, sirviendo en la Armada israelí. En enero de 2015 entró en política, uniéndose al nuevo partido Kulanu. Después de ser elegido para la Knéset, fue nombrado ministro de Construcción. A finales de 2018, se unió al Likud, también ocupó anteriormente los cargos de ministro de Aliá e Integración y ministro de Educación.
Yoav nació en Jaffa, Israel. Galant recibió un título de Gestión en Economía y Finanzas en la Universidad de Haifa. Comenzó su carrera militar en 1977 como comando naval en la unidad militar Shayetet 13. Avanzada ya la década de 1990, Galant entró en las fuerzas armadas de tierra, asumiendo el puesto de mayor general mientras se convirtió en el asesor militar del primer ministro para luego ser el comandante de las fuerzas de defensa del Mando Sur.
El 21 de noviembre de 2024, la Corte Penal Internacional emitió órdenes de arresto internacional contra Netanyahu y Galant, por los presuntos crímenes de guerra y contra la humanidad cometidos durante la guerra de Gaza. En concreto, a Yoav Galant se le imputaron los crímenes de exterminio, uso del hambre como arma de guerra, denegación de ayuda humanitaria y ataques deliberados a civiles.

## Guerra Israel-Gaza

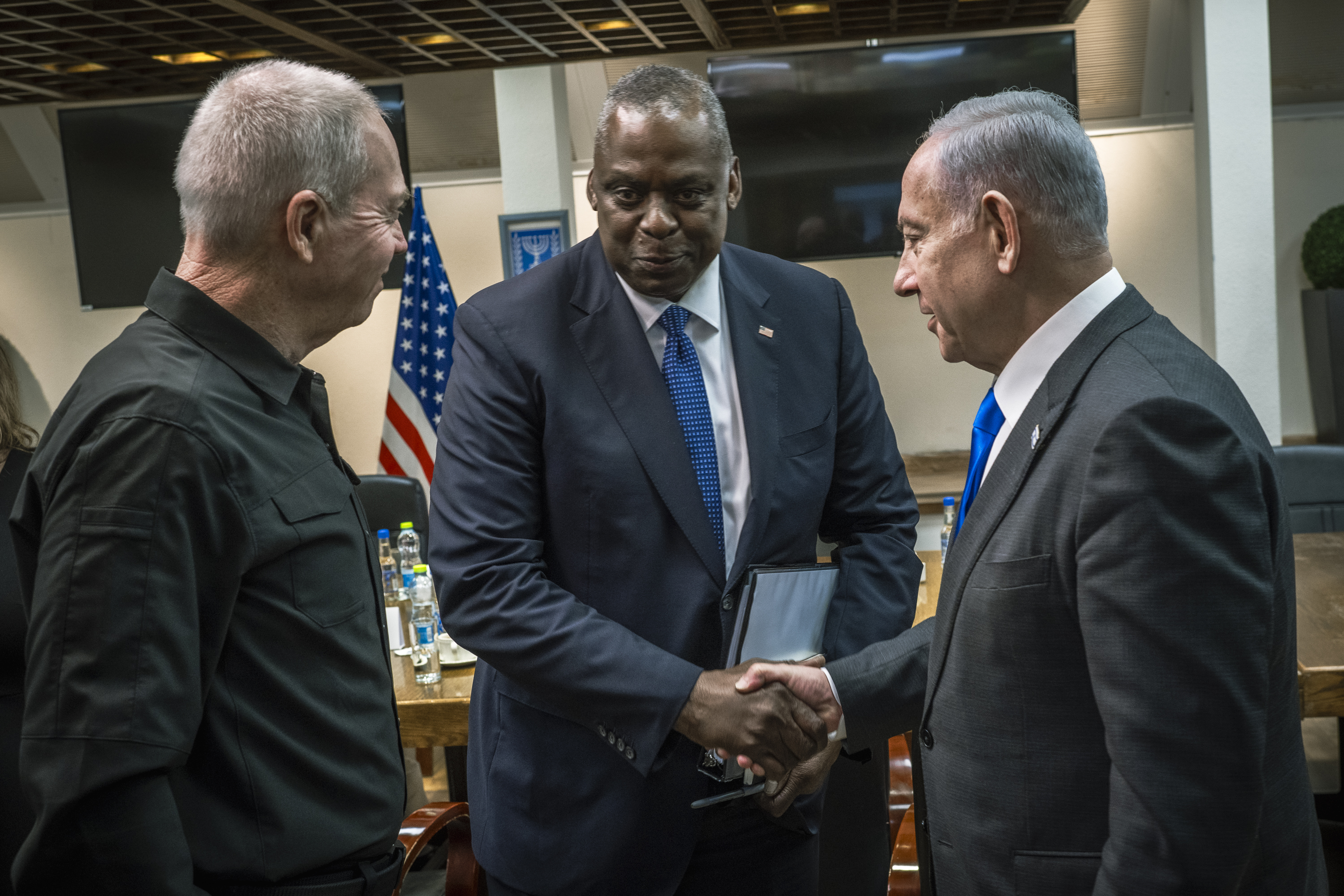
Galant con el presidente israelí, Benjamin Netanyahu, y el secretario de Defensa estadounidense, Lloyd Austin, en Tel Aviv, Israel, 13 de octubre de 2023.

El 8 de agosto de 2023, tras el ataque inicial de Hamás, Galant advirtió que no dudarían en atacar a Hezbolá y «devolver al Líbano a la Edad de Piedra» si Israel era atacado por el norte.
El 9 de octubre de 2023, tras el comienzo de la guerra entre Gaza-Israel de 2023 y los ataques en Israel por parte de militantes de Hamás, Galant dijo que Israel impondría un «asedio total» de la Franja de Gaza. El bloqueo total de Gaza fue anunciado por Galant, quien afirmó: «No habrá electricidad, ni alimentos, ni agua, ni combustible. Todo está cerrado. Estamos luchando contra animales humanos y estamos actuando en consecuencia».
El 13 de octubre de 2023, se reunió con el secretario de Defensa estadounidense, Lloyd Austin. Gallant llamó a los palestinos a evacuar el norte de Gaza, incluida la ciudad de Gaza, diciendo: «El camuflaje de los terroristas es la población civil. Por lo tanto, necesitamos separarlos. Así que aquellos que quieran salvar sus vidas, por favor vayan al sur. Nosotros vamos a destruir la infraestructura de Hamás, el cuartel general de Hamás, el establecimiento militar de Hamás y sacar estos fenómenos de Gaza y de la Tierra». El 13 de octubre, dijo que «Gaza no volverá a ser lo que era antes. No habrá Hamás. Lo eliminaremos todo».
Durante la presentación de Sudáfrica ante la Corte Internacional de Justicia (CIJ) donde se acusó a Israel de estar cometiendo genocidio contra los palestinos, el presidente de la CIJ citó a Gallant por utilizar la frase «animales humanos» en referencia a los palestinos. Gallant calificó la presentación de Sudáfrica de antisemita.
El 20 de mayo de 2024, Karim Khan, fiscal jefe de la Corte Penal Internacional comunicó que había solicitado órdenes de detención contra el primer ministro de Israel, Benjamín Netanyahu, contra Galant y contra los líderes de Hamás por crímenes de guerra y crímenes contra la humanidad.
El 5 de noviembre de 2024, el primer ministro Netanyahu anunció el despido Galant y su sustitución por Israel Katz, actual ministro de Asuntos Exteriores. En una declaración grabada, Netanyahu dijo que «la confianza entre mí y el ministro de Defensa se ha resquebrajado». También dijo que había «hecho muchos intentos» de superar las diferencias con Gallant, pero que «siguieron ampliándose» y «llegaron a conocimiento del público de una manera inaceptable. Peor que eso, llegaron a conocimiento del enemigo; nuestros enemigos lo disfrutaron y se beneficiaron enormemente de ello». Después de su cese estallaron numerosas protestas en todo Israel contra su despido. Miles de manifestantes bloquearon la calle principal de Tel Aviv y también provocaron incendios en la zona, también se congregaron en Jerusalén y se enfrentaron a la policía frente a la residencia de Netanyahu, donde le acusaron de ser un traidor.
El 21 de noviembre de 2024, la Corte Penal Internacional emitió órdenes de arresto internacional contra el primer ministro Benjamín Netanyahu, el exministro de Defensa del país, Yoav Gallant, y el líder de Hamás, Mohamed Deif, por presuntos crímenes de guerra relacionados con la guerra de Gaza. En concreto, 

El tribunal ha encontrado una base razonable para creer que Netanyahu (...) y Galant (...) tienen ambos responsabilidad criminal por los siguientes crímenes como coperpetradores, al cometer los actos junto con otros: el crimen de guerra de uso del hambre como arma de guerra, y los crímenes contra la humanidad de asesinato, persecución y otros actos inhumanos (...). El tribunal también encontró una base razonable para creer que Netanyahu y Galant tienen ambos responsabilidad criminal como cargos civiles superiores por el crimen de guerra de dirigir ataques intencionadamente contra la población civil. (...) El tribunal dictaminó que la supuesta conducta de Netanyahu y Galant afecta a las actividades de los cuerpos gubernamentales y las fuerzas armadas israelíes contra la población civil palestina, y más específicamente contra los civiles de la Franja de Gaza. (...) Los supuestos crímenes contra la humanidad forman parte de un amplio y sistemático ataque contra la población civil de la Franja de Gaza. (...) Hay base razonable para creer que ambos individuos negaron de manera consciente e intencionada a la población civil de la Franja de Gaza el acceso a artículos indispensables para su supervivencia, tales como comida, agua, medicinas y suministros médicos, así como combustible y electricidad, desde al menos el 8 de octubre de 2023 hasta el 20 de mayo de 2024. (...) Hay base razonable para creer que Netanyahu y Galant tienen responsabilidad criminal por el crimen de guerra de uso del hambre como arma de guerra. (...) Limitando de manera intencionada o evitando el acceso de suministros médicos y medicinas a la Franja de Gaza (...) ambos individuos son también responsables de infligir un gran sufrimiento por actos inhumanos a personas que necesitan tratamiento. (...) Hay base razonable para creer que su conducta privó a una porción significativa de la población civil de la Franja de Gaza de sus derechos fundamentales, incluidos el derecho a la vida y a la salud, y que la población fue objeto de estas medidas por motivos políticos o nacionales».